# Station Grabina
Station Grabina is een spoorwegstation in de Poolse plaats Grabina.